# Etaper i Tour de France 2016
Etaper i Tour de France 2016

## Klassementer
| Trøjer                    | Trøjer                                             | Trøjer                                         | Trøjer                                            |
| ------------------------- | -------------------------------------------------- | ---------------------------------------------- | ------------------------------------------------- |
| Gule førertrøje           | Betegner den førende rytter i den samlede stilling | Prikkede bjergtrøje                            | Betegner den førende rytter i bjergkonkurrencen   |
| Grønne pointtrøje         | Betegner den førende rytter i pointkonkurrencen    | Hvide ungdomstrøje                             | Betegner den førende rytter i ungdomskonkurrencen |
| Fører af holdkonkurrencen | Betegner de førende ryttere i holdkonkurrencen     | Betegner de førende ryttere i holdkonkurrencen | Betegner de førende ryttere i holdkonkurrencen    |

## 1. etape
2. juli 2016, Mont Saint-Michel – Utah Beach, 188 km
|    | Rytter                   | Hold                   | Tid        |
| -- | ------------------------ | ---------------------- | ---------- |
| 1  | Mark Cavendish (GBR)     | Dimension Data         | 4t 14' 05" |
| 2  | Marcel Kittel (GER)      | Etixx-Quick Step       | s.t.       |
| 3  | Peter Sagan (SVK)        | Tinkoff                | s.t.       |
| 4  | André Greipel (GER)      | Lotto-Soudal           | s.t.       |
| 5  | Edward Theuns (BEL)      | Trek-Segafredo         | s.t.       |
| 6  | Christophe Laporte (FRA) | Cofidis                | s.t.       |
| 7  | Bryan Coquard (FRA)      | Direct Énergie         | s.t.       |
| 8  | Alexander Kristoff (NOR) | Team Katusha           | s.t.       |
| 9  | Daniel McLay (GBR)       | Fortuneo-Vital Concept | s.t.       |
| 10 | Greg Henderson (NZL)     | Lotto-Soudal           | s.t.       |

|    | Rytter                   | Hold                   | Tid        |
| -- | ------------------------ | ---------------------- | ---------- |
| 1  | Mark Cavendish (GBR)     | Dimension Data         | 4t 13' 55" |
| 2  | Marcel Kittel (GER)      | Etixx-Quick Step       | + 4"       |
| 3  | Peter Sagan (SVK)        | Tinkoff                | + 6"       |
| 4  | André Greipel (GER)      | Lotto-Soudal           | + 10"      |
| 5  | Edward Theuns (BEL)      | Trek-Segafredo         | + 10"      |
| 6  | Christophe Laporte (FRA) | Cofidis                | + 10"      |
| 7  | Bryan Coquard (FRA)      | Direct Énergie         | + 10"      |
| 8  | Alexander Kristoff (NOR) | Team Katusha           | + 10"      |
| 9  | Daniel McLay (GBR)       | Fortuneo-Vital Concept | + 10"      |
| 10 | Greg Henderson (NZL)     | Lotto-Soudal           | + 10"      |

## 2. etape
3. juli 2016, Saint-Lô – Cherbourg-en-Cotentin, 183 km
|    | Rytter                   | Hold               | Tid        |
| -- | ------------------------ | ------------------ | ---------- |
| 1  | Peter Sagan (SVK)        | Tinkoff            | 4t 20' 51" |
| 2  | Julian Alaphilippe (FRA) | Etixx-Quick Step   | s.t.       |
| 3  | Alejandro Valverde (ESP) | Movistar Team      | s.t.       |
| 4  | Daniel Martin (IRL)      | Etixx-Quick Step   | s.t.       |
| 5  | Michael Matthews (AUS)   | Orica-BikeExchange | s.t.       |
| 6  | Wilco Kelderman (NED)    | Team LottoNL-Jumbo | s.t.       |
| 7  | Tony Gallopin (FRA)      | Lotto-Soudal       | s.t.       |
| 8  | Greg Van Avermaet (BEL)  | BMC Racing Team    | s.t.       |
| 9  | Bauke Mollema (NED)      | Trek-Segafredo     | s.t.       |
| 10 | Chris Froome (GBR)       | Team Sky           | s.t.       |

|    | Rytter                   | Hold               | Tid        |
| -- | ------------------------ | ------------------ | ---------- |
| 1  | Peter Sagan (SVK)        | Tinkoff            | 8t 34' 42" |
| 2  | Julian Alaphilippe (FRA) | Etixx-Quick Step   | + 8"       |
| 3  | Alejandro Valverde (ESP) | Movistar Team      | + 10"      |
| 4  | Warren Barguil (FRA)     | Team Giant-Alpecin | + 14"      |
| 5  | Chris Froome (GBR)       | Team Sky           | + 14"      |
| 6  | Greg Van Avermaet (BEL)  | BMC Racing Team    | + 14"      |
| 7  | Nairo Quintana (COL)     | Movistar Team      | + 14"      |
| 8  | Roman Kreuziger (CZE)    | Tinkoff            | + 14"      |
| 9  | Simon Gerrans (AUS)      | Orica-BikeExchange | + 14"      |
| 10 | Daniel Martin (IRL)      | Etixx-Quick Step   | + 14"      |

## 3. etape
4. juli 2016, Granville – Angers, 223,5 km
|    | Rytter                   | Hold                   | Tid        |
| -- | ------------------------ | ---------------------- | ---------- |
| 1  | Mark Cavendish (GBR)     | Dimension Data         | 5t 59' 54" |
| 2  | André Greipel (GER)      | Lotto-Soudal           | s.t.       |
| 3  | Bryan Coquard (FRA)      | Direct Énergie         | s.t.       |
| 4  | Peter Sagan (SVK)        | Tinkoff                | s.t.       |
| 5  | Edward Theuns (BEL)      | Trek-Segafredo         | s.t.       |
| 6  | Sondre Holst Enger (NOR) | IAM Cycling            | s.t.       |
| 7  | Marcel Kittel (GER)      | Etixx-Quick Step       | s.t.       |
| 8  | Christophe Laporte (FRA) | Cofidis                | s.t.       |
| 9  | Daniel McLay (GBR)       | Fortuneo-Vital Concept | s.t.       |
| 10 | Dylan Groenewegen (NED)  | Team LottoNL-Jumbo     | s.t.       |

|    | Rytter                   | Hold               | Tid         |
| -- | ------------------------ | ------------------ | ----------- |
| 1  | Peter Sagan (SVK)        | Tinkoff            | 14t 34' 36" |
| 2  | Julian Alaphilippe (FRA) | Etixx-Quick Step   | + 8"        |
| 3  | Alejandro Valverde (ESP) | Movistar Team      | + 10"       |
| 4  | Chris Froome (GBR)       | Team Sky           | + 14"       |
| 5  | Warren Barguil (FRA)     | Team Giant-Alpecin | + 14"       |
| 6  | Nairo Quintana (COL)     | Movistar Team      | + 14"       |
| 7  | Roman Kreuziger (CZE)    | Tinkoff            | + 14"       |
| 8  | Tony Gallopin (FRA)      | Lotto-Soudal       | + 14"       |
| 9  | Fabio Aru (ITA)          | Astana Pro Team    | + 14"       |
| 10 | Daniel Martin (IRL)      | Etixx-Quick Step   | + 14"       |

## 4. etape
5. juli 2016, Saumur – Limoges, 237,5 km
|    | Rytter                   | Hold                   | Tid        |
| -- | ------------------------ | ---------------------- | ---------- |
| 1  | Marcel Kittel (GER)      | Etixx-Quick Step       | 5t 28' 30" |
| 2  | Bryan Coquard (FRA)      | Direct Énergie         | s.t.       |
| 3  | Peter Sagan (SVK)        | Tinkoff                | s.t.       |
| 4  | Dylan Groenewegen (NED)  | Team LottoNL-Jumbo     | s.t.       |
| 5  | Alexander Kristoff (NOR) | Team Katusha           | s.t.       |
| 6  | Sondre Holst Enger (NOR) | IAM Cycling            | s.t.       |
| 7  | Daniel McLay (GBR)       | Fortuneo-Vital Concept | s.t.       |
| 8  | Mark Cavendish (GBR)     | Dimension Data         | s.t.       |
| 9  | Samuel Dumoulin (FRA)    | Ag2r-La Mondiale       | s.t.       |
| 10 | Simon Gerrans (AUS)      | Orica-GreenEDGE        | s.t.       |

|    | Rytter                   | Hold               | Tid         |
| -- | ------------------------ | ------------------ | ----------- |
| 1  | Peter Sagan (SVK)        | Tinkoff            | 20t 03' 20" |
| 2  | Julian Alaphilippe (FRA) | Etixx-Quick Step   | + 12"       |
| 3  | Alejandro Valverde (ESP) | Movistar Team      | + 14"       |
| 4  | Warren Barguil (FRA)     | Team Giant-Alpecin | + 18"       |
| 5  | Chris Froome (GBR)       | Team Sky           | + 18"       |
| 6  | Roman Kreuziger (CZE)    | Tinkoff            | + 18"       |
| 7  | Nairo Quintana (COL)     | Movistar Team      | + 18"       |
| 8  | Fabio Aru (ITA)          | Astana Pro Team    | + 18"       |
| 9  | Michael Matthews (AUS)   | Orica-BikeExchange | + 18"       |
| 10 | Pierre Rolland (FRA)     | Cannondale-Drapac  | + 18"       |

## 5. etape
6. juli 2016, Limoges – Le Lioran, 216 km
|    | Rytter                   | Hold             | Tid        |
| -- | ------------------------ | ---------------- | ---------- |
| 1  | Greg Van Avermaet (BEL)  | BMC Racing Team  | 5t 31' 36" |
| 2  | Thomas De Gendt (BEL)    | Lotto-Soudal     | + 2' 34"   |
| 3  | Rafal Majka (POL)        | Tinkoff          | + 5' 04"   |
| 4  | Joaquim Rodríguez (ESP)  | Team Katusha     | + 5' 04"   |
| 5  | Daniel Martin (IRL)      | Etixx-Quick Step | + 5' 07"   |
| 6  | Bartosz Huzarski (POL)   | Bora-Argon 18    | + 5' 07"   |
| 7  | Julian Alaphilippe (FRA) | Etixx-Quick Step | + 5' 07"   |
| 8  | Adam Yates (GBR)         | Orica-GreenEDGE  | + 5' 07"   |
| 9  | Chris Froome (GBR)       | Team Sky         | + 5' 07"   |
| 10 | Tejay van Garderen (USA) | BMC Racing Team  | + 5' 07"   |

|    | Rytter                   | Hold               | Tid         |
| -- | ------------------------ | ------------------ | ----------- |
| 1  | Greg Van Avermaet (BEL)  | BMC Racing Team    | 25t 34' 46" |
| 2  | Julian Alaphilippe (FRA) | Etixx-Quick Step   | + 5' 11"    |
| 3  | Alejandro Valverde (ESP) | Movistar Team      | + 5' 13"    |
| 4  | Joaquim Rodríguez (ESP)  | Team Katusha       | + 5' 14"    |
| 5  | Chris Froome (GBR)       | Team Sky           | + 5' 17"    |
| 6  | Warren Barguil (FRA)     | Team Giant-Alpecin | + 5' 17"    |
| 7  | Nairo Quintana (COL)     | Movistar Team      | + 5' 17"    |
| 8  | Fabio Aru (ITA)          | Astana Pro Team    | + 5' 17"    |
| 9  | Pierre Rolland (FRA)     | Cannondale-Drapac  | + 5' 17"    |
| 10 | Daniel Martin (IRL)      | Etixx-Quick Step   | + 5' 17"    |

## 6. etape
7. juli 2016, Arpajon-sur-Cère – Montauban, 190,5 km
|    | Rytter                   | Hold                   | Tid        |
| -- | ------------------------ | ---------------------- | ---------- |
| 1  | Mark Cavendish (GBR)     | Dimension Data         | 4t 43' 48" |
| 2  | Marcel Kittel (GER)      | Etixx-Quick Step       | s.t.       |
| 3  | Daniel McLay (GBR)       | Fortuneo-Vital Concept | s.t.       |
| 4  | Alexander Kristoff (NOR) | Team Katusha           | s.t.       |
| 5  | Christophe Laporte (FRA) | Cofidis                | s.t.       |
| 6  | Peter Sagan (SVK)        | Tinkoff                | s.t.       |
| 7  | Dylan Groenewegen (NED)  | Team LottoNL-Jumbo     | s.t.       |
| 8  | Edward Theuns (BEL)      | Trek-Segafredo         | s.t.       |
| 9  | Bryan Coquard (FRA)      | Direct Énergie         | s.t.       |
| 10 | Shane Archbold (NZL)     | Bora-Argon 18          | s.t.       |

|    | Rytter                   | Hold               | Tid         |
| -- | ------------------------ | ------------------ | ----------- |
| 1  | Greg Van Avermaet (BEL)  | BMC Racing Team    | 30t 18' 38" |
| 2  | Julian Alaphilippe (FRA) | Etixx-Quick Step   | + 5' 11"    |
| 3  | Alejandro Valverde (ESP) | Movistar Team      | + 5' 13"    |
| 4  | Joaquim Rodríguez (ESP)  | Team Katusha       | + 5' 15"    |
| 5  | Chris Froome (GBR)       | Team Sky           | + 5' 17"    |
| 6  | Warren Barguil (FRA)     | Team Giant-Alpecin | + 5' 17"    |
| 7  | Nairo Quintana (COL)     | Movistar Team      | + 5' 17"    |
| 8  | Pierre Rolland (FRA)     | Cannondale-Drapac  | + 5' 17"    |
| 9  | Fabio Aru (ITA)          | Astana Pro Team    | + 5' 17"    |
| 10 | Daniel Martin (IRL)      | Etixx-Quick Step   | + 5' 17"    |

## 7. etape
8. juli 2016, L'Isle-Jourdain – Lac de Payolle, 162,5 km
|    | Rytter                   | Hold               | Tid        |
| -- | ------------------------ | ------------------ | ---------- |
| 1  | Steve Cummings (GBR)     | Dimension Data     | 3t 48' 09" |
| 2  | Daryl Impey (RSA)        | Orica-BikeExchange | + 1' 04"   |
| 3  | Daniel Navarro (ESP)     | Cofidis            | + 1' 04"   |
| 4  | Vincenzo Nibali (ITA)    | Astana Pro Team    | + 1' 58"   |
| 5  | Greg Van Avermaet (BEL)  | BMC Racing Team    | + 2' 57"   |
| 6  | Luis Ángel Maté (ESP)    | Cofidis            | + 3' 37"   |
| 7  | Geraint Thomas (GBR)     | Team Sky           | + 3' 37"   |
| 8  | Wout Poels (NED)         | Team Sky           | + 3' 37"   |
| 9  | Gorka Izagirre (ESP)     | Movistar Team      | + 3' 37"   |
| 10 | Alejandro Valverde (ESP) | Movistar Team      | + 3' 37"   |

|    | Rytter                   | Hold               | Tid         |
| -- | ------------------------ | ------------------ | ----------- |
| 1  | Greg Van Avermaet (BEL)  | BMC Racing Team    | 34t 09' 44" |
| 2  | Adam Yates (GBR)         | Orica-BikeExchange | + 5' 50"    |
| 3  | Julian Alaphilippe (FRA) | Etixx-Quick Step   | + 5' 51"    |
| 4  | Alejandro Valverde (ESP) | Movistar Team      | + 5' 53"    |
| 5  | Joaquim Rodríguez (ESP)  | Team Katusha       | + 5' 54"    |
| 6  | Chris Froome (GBR)       | Team Sky           | + 5' 57"    |
| 7  | Nairo Quintana (COL)     | Movistar Team      | + 5' 57"    |
| 8  | Warren Barguil (FRA)     | Team Giant-Alpecin | + 5' 57"    |
| 9  | Pierre Rolland (FRA)     | Cannondale-Drapac  | + 5' 57"    |
| 10 | Daniel Martin (IRL)      | Etixx-Quick Step   | + 5' 57"    |

## 8. etape
9. juli 2016, Pau – Bagnères-de-Luchon, 184 km
|    | Rytter                   | Hold             | Tid        |
| -- | ------------------------ | ---------------- | ---------- |
| 1  | Chris Froome (GBR)       | Team Sky         | 4t 57' 33" |
| 2  | Daniel Martin (IRL)      | Etixx-Quick Step | + 13"      |
| 3  | Joaquim Rodríguez (ESP)  | Team Katusha     | + 13"      |
| 4  | Romain Bardet (FRA)      | Ag2r-La Mondiale | + 13"      |
| 5  | Roman Kreuziger (CZE)    | Tinkoff          | + 13"      |
| 6  | Fabio Aru (ITA)          | Astana Pro Team  | + 13"      |
| 7  | Adam Yates (GBR)         | Orica-GreenEDGE  | + 13"      |
| 8  | Alejandro Valverde (ESP) | Movistar Team    | + 13"      |
| 9  | Bauke Mollema (NED)      | Trek-Segafredo   | + 13"      |
| 10 | Richie Porte (AUS)       | BMC Racing Team  | + 13"      |

|    | Rytter                   | Hold               | Tid         |
| -- | ------------------------ | ------------------ | ----------- |
| 1  | Chris Froome (GBR)       | Team Sky           | 39t 13' 04" |
| 2  | Adam Yates (GBR)         | Orica-BikeExchange | + 16"       |
| 3  | Joaquim Rodríguez (ESP)  | Team Katusha       | + 16"       |
| 4  | Daniel Martin (IRL)      | Etixx-Quick Step   | + 17"       |
| 5  | Alejandro Valverde (ESP) | Movistar Team      | + 19"       |
| 6  | Nairo Quintana (COL)     | Movistar Team      | + 23"       |
| 7  | Fabio Aru (ITA)          | Astana Pro Team    | + 23"       |
| 8  | Tejay van Garderen (USA) | BMC Racing Team    | + 23"       |
| 9  | Romain Bardet (FRA)      | Ag2r-La Mondiale   | + 23"       |
| 10 | Bauke Mollema (NED)      | Trek-Segafredo     | + 23"       |

## 9. etape
10. juli 2016,  Vielha e Mijaran –  Ordino-Arcalís, 184,5 km
|    | Rytter               | Hold               | Tid        |
| -- | -------------------- | ------------------ | ---------- |
| 1  | Tom Dumoulin (NED)   | Team Giant-Alpecin | 5t 16' 24" |
| 2  | Rui Costa (POR)      | Lampre-Merida      | + 38"      |
| 3  | Rafal Majka (POL)    | Tinkoff            | + 38"      |
| 4  | Daniel Navarro (ESP) | Cofidis            | + 1' 39"   |
| 5  | Winner Anacona (COL) | Movistar Team      | + 1' 57"   |
| 6  | Thibaut Pinot (FRA)  | FDJ                | + 2' 30"   |
| 7  | George Bennett (NZL) | Team LottoNL-Jumbo | + 2' 48"   |
| 8  | Diego Rosa (ITA)     | Astana Pro Team    | + 2' 52"   |
| 9  | Mathias Frank (SUI)  | IAM Cycling        | + 3' 44"   |
| 10 | Adam Yates (GBR)     | Orica-BikeExchange | + 6' 35"   |

|    | Rytter                   | Hold               | Tid         |
| -- | ------------------------ | ------------------ | ----------- |
| 1  | Chris Froome (GBR)       | Team Sky           | 44t 36' 03" |
| 2  | Adam Yates (GBR)         | Orica-BikeExchange | + 16"       |
| 3  | Daniel Martin (IRL)      | Etixx-Quick Step   | + 19"       |
| 4  | Nairo Quintana (COL)     | Movistar Team      | + 23"       |
| 5  | Joaquim Rodriguez (ESP)  | Team Katusha       | + 37"       |
| 6  | Romain Bardet (FRA)      | Ag2r-La Mondiale   | + 44"       |
| 7  | Bauke Mollema (NED)      | Trek-Segafredo     | + 44"       |
| 8  | Sergio Henao (COL)       | Team Sky           | + 44"       |
| 9  | Louis Meintjes (RSA)     | Lampre-Merida      | + 55"       |
| 10 | Alejandro Valverde (ESP) | Movistar Team      | + 1' 01"    |

## 10. etape
12. juli 2016,  Escaldes-Engordany – Revel, 197 km
|    | Rytter                     | Hold               | Tid        |
| -- | -------------------------- | ------------------ | ---------- |
| 1  | Michael Matthews (AUS)     | Orica-BikeExchange | 4t 22' 38" |
| 2  | Peter Sagan (SVK)          | Tinkoff            | s.t.       |
| 3  | Edvald Boasson Hagen (NOR) | Dimension Data     | s.t.       |
| 4  | Greg Van Avermaet (BEL)    | BMC Racing Team    | s.t.       |
| 5  | Samuel Dumoulin (FRA)      | Ag2r-La Mondiale   | s.t.       |
| 6  | Daryl Impey (RSA)          | Orica-BikeExchange | + 2"       |
| 7  | Luke Durbridge (AUS)       | Orica-BikeExchange | + 1' 10"   |
| 8  | Damiano Caruso (ITA)       | BMC Racing Team    | + 3' 01"   |
| 9  | Gorka Izagirre (ESP)       | Movistar Team      | + 3' 10"   |
| 10 | Tony Gallopin (FRA)        | Lotto-Soudal       | + 3' 10"   |

|    | Rytter                   | Hold               | Tid         |
| -- | ------------------------ | ------------------ | ----------- |
| 1  | Chris Froome (GBR)       | Team Sky           | 49t 08' 20" |
| 2  | Adam Yates (GBR)         | Orica-BikeExchange | + 16"       |
| 3  | Daniel Martin (IRL)      | Etixx-Quick Step   | + 19"       |
| 4  | Nairo Quintana (COL)     | Movistar Team      | + 23"       |
| 5  | Joaquim Rodríguez (ESP)  | Team Katusha       | + 37"       |
| 6  | Bauke Mollema (NED)      | Trek-Segafredo     | + 44"       |
| 7  | Romain Bardet (FRA)      | Ag2r-La Mondiale   | + 44"       |
| 8  | Sergio Henao (COL)       | Team Sky           | + 44"       |
| 9  | Louis Meintjes (RSA)     | Lampre-Merida      | + 55"       |
| 10 | Alejandro Valverde (ESP) | Movistar Team      | + 1' 01"    |

## 11. etape
13. juli 2016, Carcassonne – Montpellier, 162,5 km
|    | Rytter                     | Hold           | Tid        |
| -- | -------------------------- | -------------- | ---------- |
| 1  | Peter Sagan (SVK)          | Tinkoff        | 3t 26' 23" |
| 2  | Chris Froome (GBR)         | Team Sky       | s.t.       |
| 3  | Maciej Bodnar (POL)        | Tinkoff        | s.t.       |
| 4  | Alexander Kristoff (NOR)   | Team Katusha   | + 6"       |
| 5  | Christophe Laporte (FRA)   | Cofidis        | + 6"       |
| 6  | Jasper Stuyven (BEL)       | Trek-Segafredo | + 6"       |
| 7  | Edvald Boasson Hagen (NOR) | Dimension Data | + 6"       |
| 8  | André Greipel (GER)        | Lotto-Soudal   | + 6"       |
| 9  | Sondre Holst Enger (NOR)   | IAM Cycling    | + 6"       |
| 10 | Oliver Naesen (BEL)        | IAM Cycling    | + 6"       |

|    | Rytter                   | Hold               | Tid         |
| -- | ------------------------ | ------------------ | ----------- |
| 1  | Chris Froome (GBR)       | Team Sky           | 52t 34' 37" |
| 2  | Adam Yates (GBR)         | Orica-BikeExchange | + 28"       |
| 3  | Daniel Martin (IRL)      | Etixx-Quick Step   | + 31"       |
| 4  | Nairo Quintana (COL)     | Movistar Team      | + 35"       |
| 5  | Bauke Mollema (NED)      | Trek-Segafredo     | + 56"       |
| 6  | Romain Bardet (FRA)      | Ag2r-La Mondiale   | + 56"       |
| 7  | Sergio Henao (COL)       | Team Sky           | + 56"       |
| 8  | Alejandro Valverde (ESP) | Movistar Team      | + 1' 13"    |
| 9  | Tejay van Garderen (USA) | BMC Racing Team    | + 1' 13"    |
| 10 | Roman Kreuziger (CZE)    | Tinkoff            | + 1' 28"    |

## 12. etape
14. juli 2016, Montpellier – Chalet Reynard (Mont Ventoux), 178 km
Etapen blev forkortet grundet kraftig vind og af hensyn til rytternes sikkerhed besluttede Tour-arrangøren ASO at flytte målstregen 6 km ned ad bjerget til Chalet Reynard. Etapen gik dermed fra de oprindelige 184 km til 178 km og den samlede længde på stigningen op ad Mont Ventoux gik fra 15,7 km og en gennemsnitlig stigningsprocent på 8,8 til en længde på 9,6 km og en stigningsprocent på 9,3 til Chalet Reynard.
|    | Rytter                     | Hold                   | Tid        |
| -- | -------------------------- | ---------------------- | ---------- |
| 1  | Thomas De Gendt (BEL)      | Lotto-Soudal           | 4t 31' 51" |
| 2  | Serge Pauwels (BEL)        | Dimension Data         | + 2"       |
| 3  | Daniel Navarro (ESP)       | Cofidis                | + 14"      |
| 4  | Stef Clement (NED)         | IAM Cycling            | + 40"      |
| 5  | Sylvain Chavanel (FRA)     | Direct Énergie         | + 40"      |
| 6  | Bert-Jan Lindeman (NED)    | Team LottoNL-Jumbo     | + 2' 52"   |
| 7  | Daniel Teklehaimanot (ERI) | Dimension Data         | + 3' 13"   |
| 8  | Sep Vanmarcke (BEL)        | Team LottoNL-Jumbo     | + 3' 26"   |
| 9  | Chris Anker Sørensen (DEN) | Fortuneo-Vital Concept | + 4' 23"   |
| 10 | Bauke Mollema (NED)        | Trek-Segafredo         | + 5' 05"   |

|    | Rytter                   | Hold               | Tid         |
| -- | ------------------------ | ------------------ | ----------- |
| 1  | Chris Froome (GBR)       | Team Sky           | 57t 11' 33" |
| 2  | Adam Yates (GBR)         | Orica-BikeExchange | + 47"       |
| 3  | Nairo Quintana (COL)     | Movistar Team      | + 54"       |
| 4  | Bauke Mollema (NED)      | Trek-Segafredo     | + 56"       |
| 5  | Romain Bardet (FRA)      | Ag2r-La Mondiale   | + 1' 15"    |
| 6  | Alejandro Valverde (ESP) | Movistar Team      | + 1' 32"    |
| 7  | Tejay van Garderen (USA) | BMC Racing Team    | + 1' 32"    |
| 8  | Fabio Aru (ITA)          | Astana Pro Team    | + 1' 54"    |
| 9  | Daniel Martin (IRL)      | Etixx-Quick Step   | + 1' 56"    |
| 10 | Joaquim Rodríguez (ESP)  | Team Katusha       | + 2' 11"    |

## 13. etape
15. juli 2016, Bourg-Saint-Andéol – Vallon-Pont-d'Arc, 37,5 km (enkeltstart)
|    | Rytter                | Hold               | Tid      |
| -- | --------------------- | ------------------ | -------- |
| 1  | Tom Dumoulin (NED)    | Team Giant-Alpecin | 50' 15"  |
| 2  | Chris Froome (GBR)    | Team Sky           | + 1' 03" |
| 3  | Nelson Oliveira (POR) | Movistar Team      | + 1' 31" |
| 4  | Jérôme Coppel (FRA)   | IAM Cycling        | + 1' 35" |
| 5  | Rohan Dennis (AUS)    | BMC Racing Team    | + 1' 41" |
| 6  | Bauke Mollema (NED)   | Trek-Segafredo     | + 1' 54" |
| 7  | Geraint Thomas (GBR)  | Team Sky           | + 2' 00" |
| 8  | Jon Izagirre (ESP)    | Movistar Team      | + 2' 02" |
| 9  | Tony Martin (GER)     | Etixx-Quick Step   | + 2' 05" |
| 10 | Steve Cummings (GBR)  | Dimension Data     | + 2' 24" |

|    | Rytter                   | Hold               | Tid         |
| -- | ------------------------ | ------------------ | ----------- |
| 1  | Chris Froome (GBR)       | Team Sky           | 58t 02' 51" |
| 2  | Bauke Mollema (NED)      | Trek-Segafredo     | + 1' 47"    |
| 3  | Adam Yates (GBR)         | Orica-BikeExchange | + 2' 45"    |
| 4  | Nairo Quintana (COL)     | Movistar Team      | + 2' 59"    |
| 5  | Alejandro Valverde (ESP) | Movistar Team      | + 3' 17"    |
| 6  | Tejay van Garderen (USA) | BMC Racing Team    | + 3' 19"    |
| 7  | Romain Bardet (FRA)      | Ag2r-La Mondiale   | + 4' 04"    |
| 8  | Richie Porte (AUS)       | BMC Racing Team    | + 4' 27"    |
| 9  | Daniel Martin (IRL)      | Etixx-Quick Step   | + 5' 03"    |
| 10 | Fabio Aru (ITA)          | Astana Pro Team    | + 5' 16"    |

## 14. etape
16. juli 2016, Montélimar – Villars-les-Dombes, 208,5 km
|    | Rytter                   | Hold               | Tid        |
| -- | ------------------------ | ------------------ | ---------- |
| 1  | Mark Cavendish (GBR)     | Dimension Data     | 5t 43' 49" |
| 2  | Alexander Kristoff (NOR) | Team Katusha       | s.t.       |
| 3  | Peter Sagan (SVK)        | Tinkoff            | s.t.       |
| 4  | John Degenkolb (GER)     | Team Giant-Alpecin | s.t.       |
| 5  | Marcel Kittel (GER)      | Etixx-Quick Step   | s.t.       |
| 6  | André Greipel (GER)      | Lotto-Soudal       | s.t.       |
| 7  | Bryan Coquard (FRA)      | Direct Énergie     | s.t.       |
| 8  | Davide Cimolai (ITA)     | Lampre-Merida      | s.t.       |
| 9  | Christophe Laporte (FRA) | Cofidis            | s.t.       |
| 10 | Samuel Dumoulin (FRA)    | Ag2r-La Mondiale   | s.t.       |

|    | Rytter                   | Hold               | Tid         |
| -- | ------------------------ | ------------------ | ----------- |
| 1  | Chris Froome (GBR)       | Team Sky           | 63t 46' 40" |
| 2  | Bauke Mollema (NED)      | Trek-Segafredo     | + 1' 47"    |
| 3  | Adam Yates (GBR)         | Orica-BikeExchange | + 2' 45"    |
| 4  | Nairo Quintana (COL)     | Movistar Team      | + 2' 59"    |
| 5  | Alejandro Valverde (ESP) | Movistar Team      | + 3' 17"    |
| 6  | Tejay van Garderen (USA) | BMC Racing Team    | + 3' 19"    |
| 7  | Romain Bardet (FRA)      | Ag2r-La Mondiale   | + 4' 04"    |
| 8  | Richie Porte (AUS)       | BMC Racing Team    | + 4' 27"    |
| 9  | Daniel Martin (IRL)      | Etixx-Quick Step   | + 5' 03"    |
| 10 | Fabio Aru (ITA)          | Astana Pro Team    | + 5' 16"    |

## 15. etape
17. juli 2016, Bourg-en-Bresse – Culoz, 160 km
|    | Rytter                      | Hold              | Tid        |
| -- | --------------------------- | ----------------- | ---------- |
| 1  | Jarlinson Pantano (COL)     | IAM Cycling       | 4t 24' 49" |
| 2  | Rafał Majka (POL)           | Tinkoff           | s.t.       |
| 3  | Alexis Vuillermoz (FRA)     | Ag2r-La Mondiale  | + 6"       |
| 4  | Sébastien Reichenbach (SUI) | FDJ               | + 6"       |
| 5  | Julian Alaphilippe (FRA)    | Etixx-Quick Step  | + 25"      |
| 6  | Serge Pauwels (BEL)         | Dimension Data    | + 25"      |
| 7  | Pierre Rolland (FRA)        | Cannondale-Drapac | + 25"      |
| 8  | Ilnur Zakarin (RUS)         | Team Katusha      | + 1' 30"   |
| 9  | Daniel Navarro (ESP)        | Cofidis           | + 1' 30"   |
| 10 | Tom-Jelte Slagter (NED)     | Cannondale-Drapac | + 2' 08"   |

|    | Rytter                   | Hold               | Tid         |
| -- | ------------------------ | ------------------ | ----------- |
| 1  | Chris Froome (GBR)       | Team Sky           | 68t 14' 36" |
| 2  | Bauke Mollema (NED)      | Trek-Segafredo     | + 1' 47"    |
| 3  | Adam Yates (GBR)         | Orica-BikeExchange | + 2' 45"    |
| 4  | Nairo Quintana (COL)     | Movistar Team      | + 2' 59"    |
| 5  | Alejandro Valverde (ESP) | Movistar Team      | + 3' 17"    |
| 6  | Romain Bardet (FRA)      | Ag2r-La Mondiale   | + 4' 04"    |
| 7  | Richie Porte (AUS)       | BMC Racing Team    | + 4' 27"    |
| 8  | Tejay van Garderen (USA) | BMC Racing Team    | + 4' 47"    |
| 9  | Daniel Martin (IRL)      | Etixx-Quick Step   | + 5' 03"    |
| 10 | Fabio Aru (ITA)          | Astana Pro Team    | + 5' 16"    |

## 16. etape
18. juli 2016, Moirans-en-Montagne –  Bern, 209 km
|    | Rytter                     | Hold               | Tid        |
| -- | -------------------------- | ------------------ | ---------- |
| 1  | Peter Sagan (SVK)          | Tinkoff            | 4t 26' 02" |
| 2  | Alexander Kristoff (NOR)   | Team Katusha       | s.t.       |
| 3  | Sondre Holst Enger (NOR)   | IAM Cycling        | s.t.       |
| 4  | John Degenkolb (GER)       | Team Giant-Alpecin | s.t.       |
| 5  | Michael Matthews (AUS)     | Orica-BikeExchange | s.t.       |
| 6  | Fabian Cancellara (SUI)    | Trek-Segafredo     | s.t.       |
| 7  | Sep Vanmarcke (BEL)        | Team LottoNL-Jumbo | s.t.       |
| 8  | Maximiliano Richeze (ARG)  | Etixx-Quick Step   | s.t.       |
| 9  | Edvald Boasson Hagen (NOR) | Dimension Data     | s.t.       |
| 10 | Greg Van Avermaet (BEL)    | BMC Racing Team    | s.t.       |

|    | Rytter                   | Hold               | Tid         |
| -- | ------------------------ | ------------------ | ----------- |
| 1  | Chris Froome (GBR)       | Team Sky           | 72t 40' 38" |
| 2  | Bauke Mollema (NED)      | Trek-Segafredo     | + 1' 47"    |
| 3  | Adam Yates (GBR)         | Orica-BikeExchange | + 2' 45"    |
| 4  | Nairo Quintana (COL)     | Movistar Team      | + 2' 59"    |
| 5  | Alejandro Valverde (ESP) | Movistar Team      | + 3' 17"    |
| 6  | Romain Bardet (FRA)      | Ag2r-La Mondiale   | + 4' 04"    |
| 7  | Richie Porte (AUS)       | BMC Racing Team    | + 4' 27"    |
| 8  | Tejay van Garderen (USA) | BMC Racing Team    | + 4' 47"    |
| 9  | Daniel Martin (IRL)      | Etixx-Quick Step   | + 5' 03"    |
| 10 | Fabio Aru (ITA)          | Astana Pro Team    | + 5' 16"    |

## 17. etape
20. juli 2016,  Bern –  Finhaut, 184,5 km
|    | Rytter                   | Hold                   | Tid        |
| -- | ------------------------ | ---------------------- | ---------- |
| 1  | Ilnur Zakarin (RUS)      | Team Katusha           | 4t 36' 33" |
| 2  | Jarlinson Pantano (COL)  | IAM Cycling            | + 55"      |
| 3  | Rafał Majka (POL)        | Tinkoff                | + 1' 26"   |
| 4  | Kristijan Đurasek (CRO)  | Lampre-Merida          | + 1' 32"   |
| 5  | Brice Feillu (FRA)       | Fortuneo-Vital Concept | + 2' 33"   |
| 6  | Thomas Voeckler (FRA)    | Direct Énergie         | + 2' 46"   |
| 7  | Domenico Pozzovivo (ITA) | Ag2r-La Mondiale       | + 2' 50"   |
| 8  | Stef Clement (NED)       | IAM Cycling            | + 2' 57"   |
| 9  | Steve Morabito (SUI)     | FDJ                    | + 4' 38"   |
| 10 | Richie Porte (AUS)       | BMC Racing Team        | + 7' 59"   |

|    | Rytter                   | Hold               | Tid         |
| -- | ------------------------ | ------------------ | ----------- |
| 1  | Chris Froome (GBR)       | Team Sky           | 77t 25' 10" |
| 2  | Bauke Mollema (NED)      | Trek-Segafredo     | + 2' 27"    |
| 3  | Adam Yates (GBR)         | Orica-BikeExchange | + 2' 53"    |
| 4  | Nairo Quintana (COL)     | Movistar Team      | + 3' 27"    |
| 5  | Romain Bardet (FRA)      | Ag2r-La Mondiale   | + 4' 15"    |
| 6  | Richie Porte (AUS)       | BMC Racing Team    | + 4' 27"    |
| 7  | Alejandro Valverde (ESP) | Movistar Team      | + 5' 19"    |
| 8  | Fabio Aru (ITA)          | Astana Pro Team    | + 5' 35"    |
| 9  | Daniel Martin (IRL)      | Etixx-Quick Step   | + 5' 50"    |
| 10 | Louis Meintjes (RSA)     | Lampre-Merida      | + 6' 07"    |

## 18. etape
21. juli 2016, Sallanches – Megève, 17 km (enkeltstart)
|    | Rytter                  | Hold               | Tid      |
| -- | ----------------------- | ------------------ | -------- |
| 1  | Chris Froome (GBR)      | Team Sky           | 30' 43"  |
| 2  | Tom Dumoulin (NED)      | Team Giant-Alpecin | + 21"    |
| 3  | Fabio Aru (ITA)         | Astana Pro Team    | + 33"    |
| 4  | Richie Porte (AUS)      | BMC Racing Team    | + 33"    |
| 5  | Romain Bardet (FRA)     | Ag2r-La Mondiale   | + 42"    |
| 6  | Thomas De Gendt (BEL)   | Lotto-Soudal       | + 1' 02" |
| 7  | Jon Izagirre (ESP)      | Movistar Team      | + 1' 03" |
| 8  | Joaquim Rodríguez (ESP) | Team Katusha       | + 1' 05" |
| 9  | Louis Meintjes (RSA)    | Lampre-Merida      | + 1' 08" |
| 10 | Nairo Quintana (COL)    | Movistar Team      | + 1' 10" |

|    | Rytter                   | Hold               | Tid         |
| -- | ------------------------ | ------------------ | ----------- |
| 1  | Chris Froome (GBR)       | Team Sky           | 77t 55' 53" |
| 2  | Bauke Mollema (NED)      | Trek-Segafredo     | + 3' 52"    |
| 3  | Adam Yates (GBR)         | Orica-BikeExchange | + 4' 16"    |
| 4  | Nairo Quintana (COL)     | Movistar Team      | + 4' 37"    |
| 5  | Romain Bardet (FRA)      | Ag2r-La Mondiale   | + 4' 57"    |
| 6  | Richie Porte (AUS)       | BMC Racing Team    | + 5' 00"    |
| 7  | Fabio Aru (ITA)          | Astana Pro Team    | + 6' 08"    |
| 8  | Alejandro Valverde (ESP) | Movistar Team      | + 6' 37"    |
| 9  | Louis Meintjes (RSA)     | Lampre-Merida      | + 7' 15"    |
| 10 | Daniel Martin (IRL)      | Etixx-Quick Step   | + 7' 18"    |

## 19. etape
22. juli 2016, Albertville – Saint-Gervais-les-Bains, 146 km
|    | Rytter                   | Hold             | Tid        |
| -- | ------------------------ | ---------------- | ---------- |
| 1  | Romain Bardet (FRA)      | Ag2r-La Mondiale | 4t 14' 08" |
| 2  | Joaquim Rodríguez (ESP)  | Team Katusha     | + 23"      |
| 3  | Alejandro Valverde (ESP) | Movistar Team    | + 23"      |
| 4  | Louis Meintjes (RSA)     | Lampre-Merida    | + 23"      |
| 5  | Nairo Quintana (COL)     | Movistar Team    | + 26"      |
| 6  | Fabio Aru (ITA)          | Astana Pro Team  | + 28"      |
| 7  | Daniel Martin (IRL)      | Etixx-Quick Step | + 28"      |
| 8  | Wout Poels (NED)         | Team Sky         | + 36"      |
| 9  | Chris Froome (GBR)       | Team Sky         | + 36"      |
| 10 | Richie Porte (AUS)       | BMC Racing Team  | + 53"      |

|    | Rytter                   | Hold               | Tid         |
| -- | ------------------------ | ------------------ | ----------- |
| 1  | Chris Froome (GBR)       | Team Sky           | 82t 10' 37" |
| 2  | Romain Bardet (FRA)      | Ag2r-La Mondiale   | + 4' 11"    |
| 3  | Nairo Quintana (COL)     | Movistar Team      | + 4' 27"    |
| 4  | Adam Yates (GBR)         | Orica-BikeExchange | + 4' 46"    |
| 5  | Richie Porte (AUS)       | BMC Racing Team    | + 5' 17"    |
| 6  | Fabio Aru (ITA)          | Astana Pro Team    | + 6' 00"    |
| 7  | Alejandro Valverde (ESP) | Movistar Team      | + 6' 20"    |
| 8  | Louis Meintjes (RSA)     | Lampre-Merida      | + 7' 02"    |
| 9  | Daniel Martin (IRL)      | Etixx-Quick Step   | + 7' 10"    |
| 10 | Bauke Mollema (NED)      | Trek-Segafredo     | + 7' 42"    |

## 20. etape
23. juli 2016, Megève – Morzine, 146,5 km
|    | Rytter                   | Hold               | Tid        |
| -- | ------------------------ | ------------------ | ---------- |
| 1  | Jon Izagirre (ESP)       | Movistar Team      | 4t 06' 45" |
| 2  | Jarlinson Pantano (COL)  | IAM Cycling        | + 19"      |
| 3  | Vincenzo Nibali (ITA)    | Astana Pro Team    | + 42"      |
| 4  | Julian Alaphilippe (FRA) | Etixx-Quick Step   | + 49"      |
| 5  | Rui Costa (POR)          | Lampre-Merida      | + 1' 43"   |
| 6  | Roman Kreuziger (CZE)    | Tinkoff            | + 1' 44"   |
| 7  | Wilco Kelderman (NED)    | Team LottoNL-Jumbo | + 2' 30"   |
| 8  | Joaquim Rodríguez (ESP)  | Team Katusha       | + 3' 24"   |
| 9  | Daniel Martin (IRL)      | Etixx-Quick Step   | + 4' 12"   |
| 10 | Romain Bardet (FRA)      | Ag2r-La Mondiale   | + 4' 12"   |

|    | Rytter                   | Hold               | Tid         |
| -- | ------------------------ | ------------------ | ----------- |
| 1  | Chris Froome (GBR)       | Team Sky           | 86t 21' 40" |
| 2  | Romain Bardet (FRA)      | Ag2r-La Mondiale   | + 4' 05"    |
| 3  | Nairo Quintana (COL)     | Movistar Team      | + 4' 21"    |
| 4  | Adam Yates (GBR)         | Orica-BikeExchange | + 4' 42"    |
| 5  | Richie Porte (AUS)       | BMC Racing Team    | + 5' 17"    |
| 6  | Alejandro Valverde (ESP) | Movistar Team      | + 6' 16"    |
| 7  | Joaquim Rodríguez (ESP)  | Team Katusha       | + 6' 58"    |
| 8  | Louis Meintjes (RSA)     | Lampre-Merida      | + 6' 58"    |
| 9  | Daniel Martin (IRL)      | Etixx-Quick Step   | + 7' 04"    |
| 10 | Roman Kreuziger (CZE)    | Tinkoff            | + 7' 11"    |

## 21. etape
24. juli 2016, Chantilly – Avenue des Champs-Élysées, 113 km
|    | Rytter                            | Hold               | Tid        |
| -- | --------------------------------- | ------------------ | ---------- |
| 1  | André Greipel (GER)               | Lotto-Soudal       | 2t 43' 08" |
| 2  | Peter Sagan (SVK)                 | Tinkoff            | s.t.       |
| 3  | Alexander Kristoff (NOR)          | Team Katusha       | s.t.       |
| 4  | Edvald Boasson Hagen (NOR)        | Dimension Data     | s.t.       |
| 5  | Michael Matthews (AUS)            | Orica-BikeExchange | s.t.       |
| 6  | Jasper Stuyven (BEL)              | Trek-Segafredo     | s.t.       |
| 7  | Ramūnas Navardauskas (LTU)        | Cannondale-Drapac  | s.t.       |
| 8  | Christophe Laporte (FRA)          | Cofidis            | s.t.       |
| 9  | Sam Bennett (IRL)                 | Bora-Argon 18      | s.t.       |
| 10 | Reinardt Janse van Rensburg (RSA) | Dimension Data     | s.t.       |

|    | Rytter                   | Hold               | Tid         |
| -- | ------------------------ | ------------------ | ----------- |
| 1  | Chris Froome (GBR)       | Team Sky           | 89t 04' 48" |
| 2  | Romain Bardet (FRA)      | Ag2r-La Mondiale   | + 4' 05"    |
| 3  | Nairo Quintana (COL)     | Movistar Team      | + 4' 21"    |
| 4  | Adam Yates (GBR)         | Orica-BikeExchange | + 4' 42"    |
| 5  | Richie Porte (AUS)       | BMC Racing Team    | + 5' 17"    |
| 6  | Alejandro Valverde (ESP) | Movistar Team      | + 6' 16"    |
| 7  | Joaquim Rodríguez (ESP)  | Team Katusha       | + 6' 58"    |
| 8  | Louis Meintjes (RSA)     | Lampre-Merida      | + 6' 58"    |
| 9  | Daniel Martin (IRL)      | Etixx-Quick Step   | + 7' 04"    |
| 10 | Roman Kreuziger (CZE)    | Tinkoff            | + 7' 11"    |